# 1799
Cette page concerne l'année 1799  du calendrier grégorien.
L'année 1799 est une année commune qui commence un mardi.

## Événements
- 5 janvier : accords d’Istanbul entre la Porte et la Grande-Bretagne concernant l’Égypte. Les Britanniques s’engagent à restituer l’Égypte à la Turquie en cas de victoire[1].

- 9 - 19 février, campagne d’Égypte : siège et prise d'El Arish. Après la perte de sa flotte à Aboukir, pour sortir de l’impasse, Bonaparte entreprend la conquête de la Syrie pour remonter vers la Turquie. Il occupe Jaffa (7 mars), bat l’armée turque au Mont-Thabor le 16 avril (Kléber), mais est arrêté au siège de Saint-Jean-d’Acre, car son artillerie est insuffisante[2].
- 1er mars : traité d’amitié, de navigation, de commerce, de douanes et de pêche signée à Meknès entre le Maroc et l’Espagne sur les frontières de Ceuta[3].

- 1er avril : Johannes Theodorus van der Kemp arrive au Cap pour le compte de la London Missionary Society[4]. Médecin et théologien imprégné d’humanisme égalitaire, il épouse une Hottentote.
- 22 avril[5] : l'assassinat du quatorzième roi de la dynastie Tu'i Kanokupolu, Tuku'aho (en), plonge les Tonga dans un demi-siècle de guerre civile[6].
- Avril : révolte des Hottentots et des Xhosas. Troisième guerre cafre entre colons d’Afrique du Sud et Bantou (fin en 1803)[7].

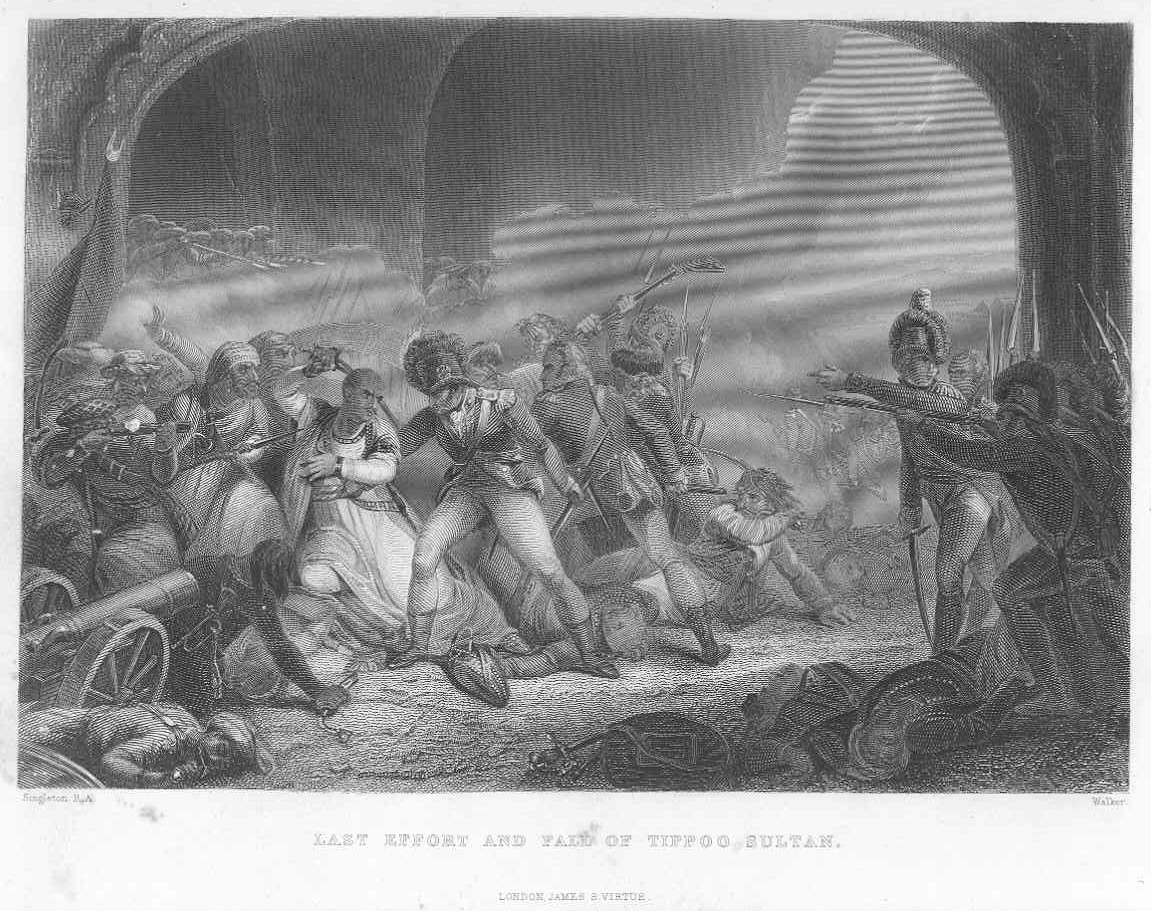
4 mai : mort de Tippoo-Sahib

- 4 mai, Inde : Tippoo-Sahib est vaincu et tué par Lord Wellesley à Seringapatam (aujourd'hui Srirangapatna). Mysore tombe sous contrôle britannique[8]. La Compagnie annexe une partie de ses territoires (Canara) et crée pour le reste des États vassaux.
- 17 mai : échec de Bonaparte devant Saint-Jean-d'Acre[2].
- Mai, Égypte : Bonaparte égyptianise l’administration, portant un coup sérieux à l’influence turque[9].

- 13 juin : convention commerciale tripartite entre le général anglais Thomas Maitland, les États-Unis et Toussaint Louverture, pour l’ouverture des ports d’Haïti au commerce[10].
- 14 juin : l’armée de Syrie est de retour au Caire. Bonaparte, revenus sur ses pas, bat les Turcs sur terre à Aboukir le 25 juillet, mais se trouve de nouveau enfermé dans sa conquête[2]. Inquiet de cette situation, Bonaparte prend prétexte de la seconde coalition pour abandonner le commandement à Kléber le 22 août et rentrer en France[11]. Après son départ, la situation du corps expéditionnaire français devient précaire.

- 7 juillet, Inde : le chef de faction sikhe Ranjit Singh profite de la décadence du pouvoir afghan pour prendre Lahore[12]. Il établit un royaume Sikh au nord-ouest de l'Inde.
- 16 juillet, Cumaná : début des explorations sud-américaines de Alexander von Humboldt (fin en 1804)[13].

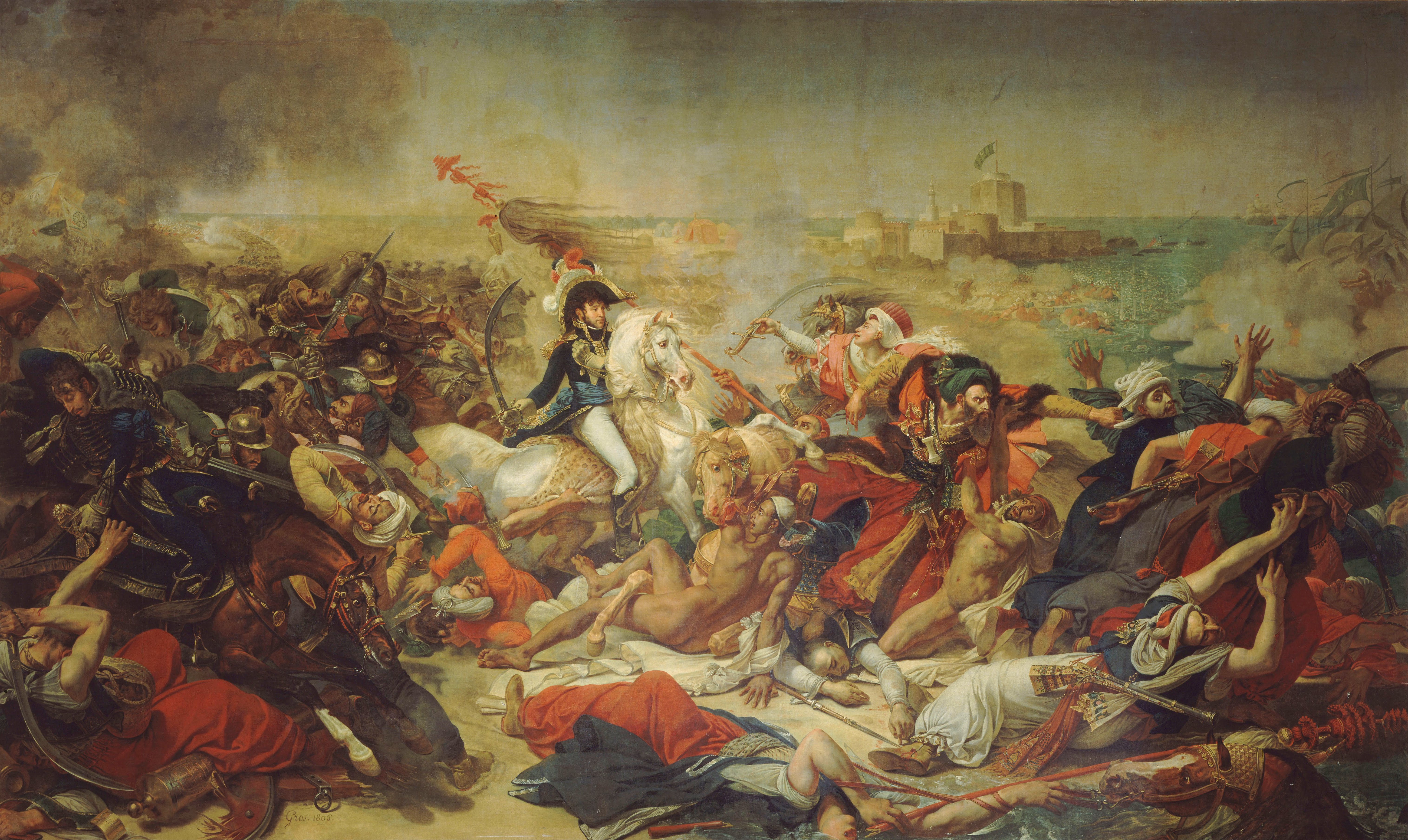
25 juillet : bataille d'Aboukir, toile d'Antoine-Jean Gros, 1806

- 19 juillet : découverte de la pierre de Rosette[14].

- 25 octobre, Inde : protectorat britannique sur Tanjore[15].

- 31 décembre, Indes orientales néerlandaises : le privilège de la Compagnie néerlandaise des Indes orientales (Dutch East India Company) n’est pas renouvelé. L’État néerlandais exploite directement ses possessions et cherche à définir une nouvelle politique coloniale[16].

### Europe
- 10 janvier, Italie : prise de Capoue par les Français[17]. Les Napolitains entrés en guerre en novembre 1798, marchent sur Rome, mais rapidement défaits, ils battent en retraite. Le roi de Naples se replie en Sicile, tandis que les patriotes proclament la République parthénopéenne (21 janvier)[18].
- 23 janvier : les troupes françaises de Championnet entrent à Naples[17].

- 8 février : le cardinal Ruffo débarque en Calabre pour organiser l’insurrection « sanfédistes »[19] ; ses troupes occupent la Calabre puis le Basilicate (février/mars).
- 8-16 février : Référendum au Piémont, qui donne une forte majorité pour l’annexion par la France[20]. Le processus est interrompu par l’entrée des Russes à Milan (28 avril).
- 21 février : Mariano Luis de Urquijo devient secrétaire d'État en Espagne[21].

- 12 mars : le Directoire déclare la guerre aux Habsbourg pour avoir autorisé le passage de troupes russes sur leur territoire[22]. Les armées du Danube (Jourdan), de Suisse (Masséna), d'Italie (Schérer, puis Moreau) doivent converger vers Vienne. Elles se heurtent aux Autrichiens en Bavière et en Italie, aux Russes en Italie[17].
- 17 mars : le savant italien Alessandro Volta essaye avec succès la première pile électrique[23].
- 25 mars : vaincue à la bataille de Stockach, l'armée du Danube bat en retraite vers le Rhin[17].
- 26 mars : victoire autrichienne à la bataille de Vérone[24].

- 5 avril : défaite de l'armée d'Italie à la bataille de Magnano (Moreau)[25].
- 12 avril : création de la Society for Missions in Africa and the East, future Church Missionary Society[26].
- 27 avril : le général russe Souvorov bat Moreau à Cassano[25], occupe Milan (28 avril) et Turin (26 mai).
- 28 avril : assassinat de deux des plénipotentiaires français au congrès de Rastatt par les hussards de Barbaczy[27].

- 8 mai : Macdonald se retire de Naples et se dirige à marche forcée vers le nord pour prêter main-forte aux troupes françaises du Piémont[19].
- 26 mai : Turin est occupée par les Autrichiens et les Russes[28].

- 3 - 7 juin : Masséna remporte une première victoire à Zurich, mais ses flancs découverts, doit battre en retraite[29].
- 13-19 juin : Naples est reprise par les troupes sanfédistes du cardinal Ruffo[19].
- 17-19 juin : à la bataille de la Trébie, Macdonald inflige de lourdes pertes à Souvorov avant de battre en retraite[17]. Souvorov, vainqueur, prend le titre de prince d’Italie. L’armée d’Italie reflue sur les Alpes.
- 18 juin, France : coup d’État du 30 prairial[29].
- 22 juin : convention russo-britannique de Saint-Pétersbourg en vue d’une campagne en République batave[30].

- 7 juillet : Florence est occupée par les insurgés de l'armée arétine de Viva Maria conduite par Lorenzo Mari[31].
- 27 juillet : Paul Ier de Russie déclare la guerre à l’Espagne[30].
- Juillet : combination Act. Les associations d’ouvriers sont interdites au Royaume-Uni ; leur constitution est passible de la loi pénale[32].

- 15 août : l’armée d’Italie est battue par les Russes à la bataille de Novi. Le général Joubert y est tué[29].
- 23 août : Bonaparte quitte l’Égypte[33].

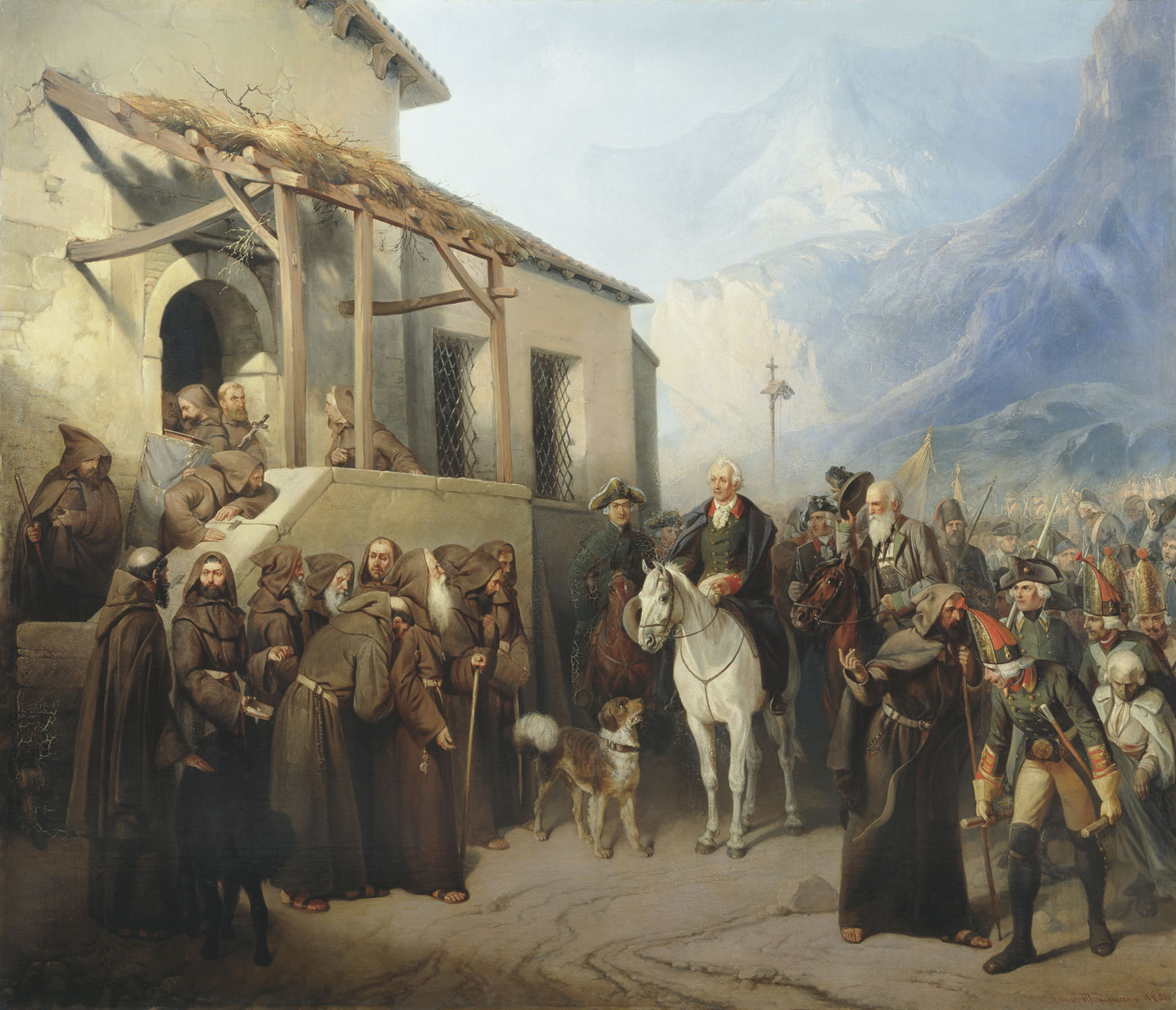
13 septembre : Alexandre Souvorov passe le col du Saint-Gothard.

- 19 septembre, République Batave : Brune défait le corps expéditionnaire britannique et une flotte russe à la bataille de Bergen[30].
- 25-27 septembre : Masséna est victorieux des Russes de Korsalov à la deuxième bataille de Zurich[17]. La Suisse est placée sous « protection française ».
- 25 septembre : le comte Rostopchine et N.P. Panine sont placés à la tête des Affaires étrangères puis de la Chancellerie en Russie[34].
- 30 septembre : entrée des coalisés dans Rome ; la République romaine s’effondre[30].

- 2 octobre, République Batave : l’armée anglo-russe remporte la bataille de Alkmaar[30].
- 6 octobre, République Batave : Guillaume Marie-Anne Brune bat les Britanniques et les Russes à la bataille de Castricum[30].
- 14 octobre, Guerre de Vendée : les troupes royalistes de Bourmont occupent Le Mans[35].
- 16 octobre : arrivée de Bonaparte à Paris[33].
- 18 octobre, République Batave : Brune force les Britanniques à rendre les armes par la convention d'Alkmaar[30].
- 22 octobre : Paul Ier de Russie se retire de la coalition[36]. Après le 18 Brumaire, il songe à se rapprocher de Bonaparte.
- 29 octobre : Paul Ier de Russie signe une alliance avec la Suède à Gatchina[37].

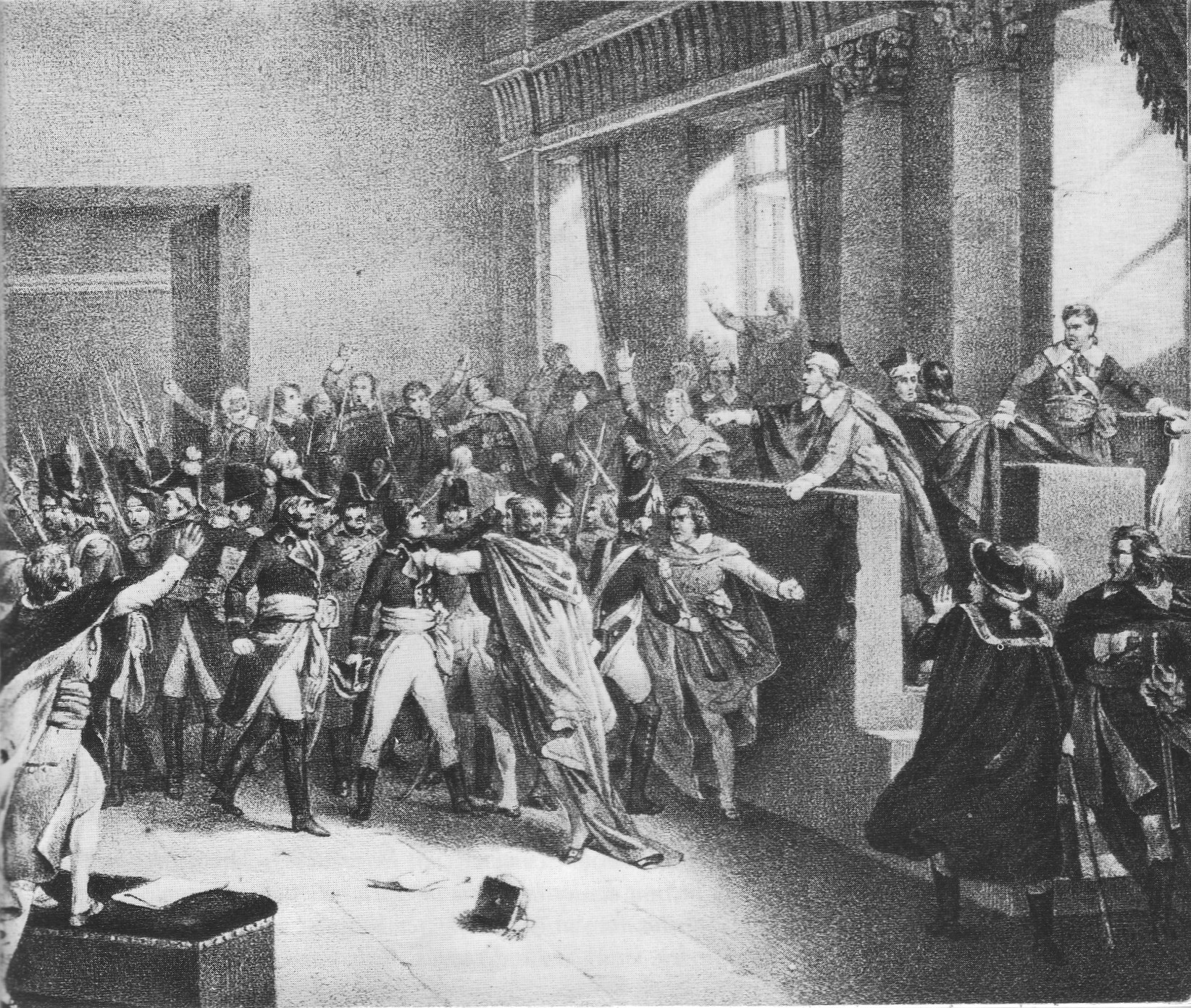
9 novembre : coup d'État du 18 Brumaire.

- 9 novembre, Paris : coup d'État du 18 Brumaire. Fin du Directoire ; mise en place du Consulat[33].
- 12 novembre (1er novembre du calendrier julien) : décret sur le statut des corporations en Russie[38].

- 25 décembre, France : mise en vigueur de la Constitution de l'an VIII[39].

- Création de la Direction des apanages, destiné à épargner au Trésor russe les dépenses de Cour[38].
- Abolition des assemblées nobiliaires dans les gouvernements provinciaux en Russie[38].

## Naissances en 1799
- 11 janvier : Victor Rifaut, musicien et compositeur français († 2 mars 1838).
- 14 janvier : Pierre-Julien Nargeot, violoniste, compositeur et chef d'orchestre français († 28 août 1891).
- 15 janvier : Giuseppe Rapisardi, peintre italien († 8 avril 1853).
- 22 janvier : Ludger Duvernay, imprimeur bas-canadien († 28 novembre 1852).
- 27 janvier : Henri de Caisne, peintre belge († 17 octobre 1852).

- 8 février : John Lindley, botaniste britannique († 1er novembre 1865).
- 21 février : Franz Burchard Dörbeck, artiste et caricaturiste germano-balte († 2 octobre 1835).
- 23 février : Heinrich Friedrich von Itzenplitz, homme politique, biologiste et juriste prussien († 15 février 1883).
- 26 février : Karl Beggrov, peintre, aquarelliste et lithographe russe d'origine allemande († 25 février 1875).
- 27 février :
  - Frederick Catherwood, illustrateur britannique († 20 septembre 1854).
  - Leberecht Uhlich, théologien allemand († 23 mars 1872).

- 9 mars : Édouard Gauttier d'Arc, diplomate, orientaliste, traducteur et écrivain français († 26 avril 1843).

- 10 avril : Nicolas Point, prêtre jésuite, missionnaire et peintre français († 3 juillet 1868).
- 13 avril : André Jolly, baron, lieutenant général et homme politique belge († 3 décembre 1883).

- 20 mai : Honoré de Balzac, romancier français († 18 août 1850).
- 21 mai : Mary Anning, paléontologue britannique († 9 mars 1847).
- 26 mai : Felipe Poey, zoologiste cubain († 28 janvier 1891).
- 27 mai : Fromental Halévy, compositeur français († 17 mai 1862).

- 6 juin : Alexandre Pouchkine, poète, dramaturge et romancier russe († 10 février 1837).
- 17 juin : Pierre Thuillier, peintre français († 19 novembre 1858).
- 18 juin : William Lassell, astronome britannique († 5 octobre 1880).
- 26 juin : Camille de Briey, homme politique et diplomate belge († 3 juin 1877).

- 9 juillet : Théophile Tilmant, violoniste, compositeur et chef d'orchestre français († 7 mai 1878).
- 19 juillet : Comtesse de Ségur (Sophie Rostopchine), romancière française († 9 février 1874).

- 10 août : Friedrich Wilhelm Brökelmann, entrepreneur allemand († 31 juillet 1890).
- 11 août : Joachim Barrande, géologue et paléontologue français († 5 octobre 1883).
- 16 août : Rigores (Roque Miranda Conde), matador espagnol († 14 février 1843).
- 25 août :
  - Andrew Jackson Donelson, juriste, diplomate et homme politique américain († 26 juin 1871).
  - John Dunmore Lang, pasteur presbytérien, écrivain et homme politique écossais († 8 août 1878).
- 27 août : Théodore Herpin, médecin franco-suisse († 17 juillet 1865).

- ? septembre : Moustache (1799-1810), un chien soldat, français, des Guerres révolutionnaires et de l'Empire[40].

- 8 octobre : Evaristo da Veiga, poète, journaliste, éditeur et homme politique brésilien († 12 mai 1837).

- 14 novembre : Antonio Boldini, peintre italien († 11 juillet 1872).
- 15 novembre : Marie de Saxe, princesse de Saxe, épouse de Léopold II, grand-duc de Toscane. († 24 mars 1832)
- 19 novembre : René Caillé, explorateur français († 17 mai 1838).

- 5 décembre : Johann Anton Theiner, théologien catholique allemand († 15 mai 1860).
- 17 décembre : Antoine-Joseph Jobert de Lamballe, médecin et chirurgien français, président de l'Académie des sciences († 19 avril 1867).
- 23 décembre : Karl Brioullov, peintre russe († 23 juin 1852).

- Date inconnue :
  - José Carlos Pereira de Almeida Torres, magistrat et homme politique brésilien († 25 avril 1850).
  - Tommaso Giardino, patriote italien († ?).
  - Thomas Oliphant, musicien, artiste et auteur écossais († 1873).

## Décès en 1799

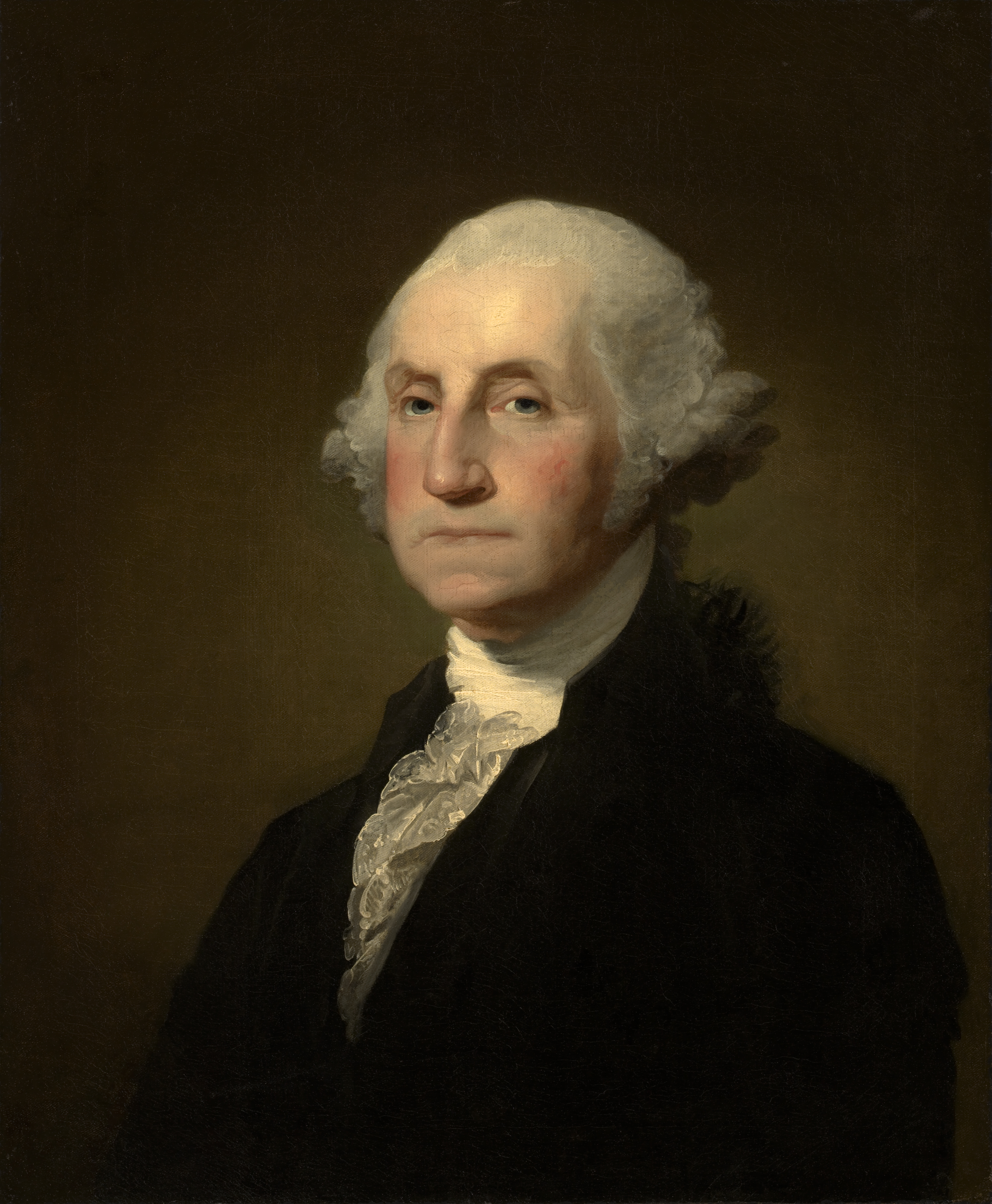
George Washington

- 9 janvier : Maria Gaetana Agnesi, mathématicienne italienne (° 16 mai 1718).
- 14 janvier : Marie-Adélaïde Duvieux, peintre miniaturiste française (° 22 avril 1761)
- 22 janvier : Horace-Bénédict de Saussure, naturaliste et géologue, il est considéré comme le fondateur de l'alpinisme (° 17 février 1740).

- 4 février :
  - Étienne-Louis Boullée, architecte et théoricien français (° 12 février 1728).
  - Jean-Henri Naderman, harpiste, luthier et compositeur d'origine suisse (° 20 juillet 1734).
- 12 février : Lazzaro Spallanzani, biologiste italien (° 10 janvier 1729).
- 14 février : Luis Paret y Alcázar, peintre, dessinateur et graveur espagnol (° 11 février 1746).
- 22 février : Heshen, fonctionnaire et homme politique chinois (° 1er juillet 1750).

- 1er avril : Jacques-Étienne Montgolfier, inventeur français (° 1745).
- 3 avril : Francesco Antonio Lucifero, maire de la ville de Crotone et patriote italien de la République parthénopéenne, fusillé par les sanfédistes.
- 27 avril : Louis Marie de Caffarelli du Falga, militaire français, général de brigade, général de la Révolution (° 13 février 1756).

- 9 mai : Armand Joseph Dubernad, négociant, financier, révolutionnaire français (° 23 novembre 1741).
- 13 mai : Martyrs de Casamari, religieux cisterciens, martyrs, bienheureux.
- 18 mai : Pierre-Augustin Caron de Beaumarchais, dramaturge français (° 24 janvier 1732).
- 8 août : Jean-Charles-Marguerite-Guillaume de Grimaud, médecin français (° 1750).

- 15 août : Barthélemy Catherine Joubert, général français tué à la bataille de Novi (° 14 avril 1769).
- 16 août : Vincenzo Manfredini, claveciniste, compositeur et théoricien de la musique italien (° 22 octobre 1737).
- 21 août : Johann Julius Walbaum, médecin et naturaliste allemand (° 30 juin 1724).
- 29 août : Pie VI meurt en captivité à Valence, après avoir été emmené par les troupes françaises depuis Florence, successivement à Bologne, puis à Parme, à Turin, et à Grenoble.

- 7 septembre : 
  - Louis-Guillaume Le Monnier, botaniste français (° 27 juin 1717).
  - Jan Ingenhousz, médecin et botaniste d'origine britannique (° 8 décembre 1730).

- 2 octobre : Moritz Engelbrecht von Kursell, haut magistrat estonien d'origine germano-balte et sujet de l'Empire russe (° 10 juin 1744).
- 6 octobre : William Withering, médecin et botaniste britannique, célèbre pour sa découverte de la digitaline (° 17 mars 1741).

- 30 novembre : Guillaume Voiriot, peintre français (° 20 novembre 1713).

- 6 décembre :
  - Joseph Black, chimiste et physicien, qui découvrit la présence de dioxyde de carbone (gaz carbonique) dans l’atmosphère (° 16 avril 1728).
  - John Moore, homme d'État irlandais (° 1763).
- 8 décembre : Giuseppe Cades, peintre, dessinateur, sculpteur et graveur italien (° 4 mars 1750).
- 14 décembre : George Washington, ancien Président des États-Unis (° 22 février 1732).
- 31 décembre :
  - Jean-François Marmontel, encyclopédiste et académicien français (° 11 juillet 1723).
  - Louis Jean-Marie Daubenton, naturaliste et médecin français, premier directeur du Muséum national d'histoire naturelle (° 29 mai 1716).

- Date inconnue :
  - Gabriele Bella, peintre védutiste italien de l'école vénitienne (° vers 1730).
  - João de Sousa Carvalho, compositeur et professeur de musique portugais (° 22 février 1745).
  - Juan José de Vértiz y Salcedo, militaire et haut fonctionnaire colonial espagnol (° 1719).